# Boeing 747-400
Boeing 747-400 je americký proudový širokotrupý dopravní letoun vyvinutý společností Boeing Commercial Airplanes. Z dřívějších verzí letounu Boeing 747 si model 747-400 zachoval čtyřmotorovou koncepci, přičemž doznal řadu technologických a strukturálních změn, čímž je jeho drak účinnější. Jeho nejvýraznějšími rysy v porovnání s předchozími modely 747 jsou 1,8 m dlouhé winglety na koncích křídel, které se nacházejí na všech letounech 747-400 s výjimkou japonských verzí pro tamější trh. Jde o nejprodávanější model dopravních letadel Boeing 747.
Boeing 747-400 je vybaven dvoumístným skleněným kokpitem, čímž ubylo místo pro palubního inženýra, a motory s nižší spotřebou paliva. Dále má možnost palivové nádrže v horizontálním stabilizátoru a disponuje upravenými fairingy na trupu a křídlech. Letoun má také zcela nový interiér s vylepšenou zábavou za letu (In-flight entertainment). Stejně jako u modelů 747-300 mají varianty pro cestující standardně prodlouženou horní palubu. 747-400 může pojmout 416 cestujících v typickém uspořádání o třech třídách, 524 cestujících v typickém uspořádání o dvou třídách nebo maximum 660 cestujících ve jedné třídě s vysokou hustotou sedadel u varianty 747-400D. Jeho dolet dosahuje až 7 670 námořních mil (14 200 km) s maximálním užitečným zatížením, v závislosti na modelu.
Společnost Northwest Airlines poprvé uvedla Boeing 747-400 do komerčního provozu 9. února 1989. 747-400 byl vyráběn v osobních (-400), nákladních (-400F), kombinovaných (-400M) a domácích (-400D) verzích, dále v osobní s větším doletem (-400ER) a nákladní s větším doletem (-400ERF). Poslední Boeing 747-400, -400ERF, byl dodán v roce 2009. Boeing 747-400 je druhá nejnovější verze letounů 747, která byla vystřídána modernizovaným letounem Boeing 747-8.

## Specifikace
| Model                                   | 747-400                                                          | 747-400ER                                                        | 747-400F                                         | 747-400ERF                                       |
| --------------------------------------- | ---------------------------------------------------------------- | ---------------------------------------------------------------- | ------------------------------------------------ | ------------------------------------------------ |
| Posádka v kokpitu                       | 2                                                                | 2                                                                | 2                                                | 2                                                |
| Kapacita                                | 416 (23F @ 61" + 80J @ 39" + 313Y @ 32")                         | 416 (23F @ 61" + 80J @ 39" + 313Y @ 32")                         | 274 100 lb / 124 330 kg                          | 273 400 lb / 124 010 kg                          |
| Unit Load Device                        | 30 LD1/LD3                                                       | 28 LD1/LD3                                                       | + 2 LD1 + 30 palet (96" × 125") na hlavní palubě | + 2 LD1 + 30 palet (96" × 125") na hlavní palubě |
| Exit limit                              | 550/660 (550 hl. paluba, 660 kombinovaná hlavní a horní paluba.) | 550/660 (550 hl. paluba, 660 kombinovaná hlavní a horní paluba.) |                                                  |                                                  |
| Celková délka                           | 231 stop 10 inches (70,66 m)                                     | 231 stop 10 inches (70,66 m)                                     | 231 stop 10 inches (70,66 m)                     | 231 stop 10 inches (70,66 m)                     |
| Rozpětí                                 | 211 stop 5 inches (64,44 m)                                      | 211 stop 5 inches (64,44 m)                                      | 211 stop 5 inches (64,44 m)                      | 211 stop 5 inches (64,44 m)                      |
| Nosná plocha                            | 5 650 square feet (525 m2)                                       | 5 650 square feet (525 m2)                                       | 5 650 square feet (525 m2)                       | 5 650 square feet (525 m2)                       |
| Štíhlost křídla                         | 7.91                                                             | 7.91                                                             | 7.91                                             | 7.91                                             |
| Celková délka                           | 63 stop 8 inches (19,41 m)                                       | 63 stop 8 inches (19,41 m)                                       | 63 stop 8 inches (19,41 m)                       | 63 stop 8 inches (19,41 m)                       |
| Max. vzletová hmotnost                  | 875 000 lb / 396 890 kg                                          | 910 000 lb / 412 775 kg                                          | 875 000 lb / 396 890 kg                          | 910 000 lb / 412 775 kg                          |
| Operační prázdná hmotnost               | PW: 404 600 lb / 183 520 kg                                      | PW: 412 300 lb / 187 010 kg                                      | GE: 360 900 lb / 163 700 kg                      | GE: 361 600 lb / 164 020 kg                      |
| Kapacita paliva                         | 57 285 US gal (216 840 L)                                        | 63 705 US gal (241 140 L)                                        | 53 985 US gal / 204 350L                         | 53 985 US gal / 204 350L                         |
| Cestovní rychlost                       | Mach 0,855 (566 kn; 1 047 km/h)                                  | Mach 0,855 (566 kn; 1 047 km/h)                                  | Mach 0,845 (559 kn; 1 035 km/h)                  | Mach 0,845 (559 kn; 1 035 km/h)                  |
| Rychlostní limit                        | Mach 0,92 (609 kn; 1 127 km/h)                                   | Mach 0,92 (609 kn; 1 127 km/h)                                   | Mach 0,92 (609 kn; 1 127 km/h)                   | Mach 0,92 (609 kn; 1 127 km/h)                   |
| Takeoff field length (SL, 86 °F, MTOW.) | 9 700 ft / 2 955 m                                               | 10 700 ft / 3 260 m                                              | 9 550 ft / 2 910 m                               | 10 700 ft / 3 260 m                              |
| Dolet                                   | 7 285nmi / 13 490 km (motory PW, 416 pax.)                       | 7 585nmi / 14 045 km (motory PW, 416 pax.)                       | 3 110nmi / 5 760 km (motory RR)                  | 4 985nmi / 9 230 km (motory PW, 416 pax.)        |
| Motory (× 4)                            | PW4000 / GE CF6 / RR RB211                                       | GE CF6                                                           | PW4000 / GE CF6 / RR RB211                       | PW4000 / GE CF6                                  |
| Tah (× 4)                               | 56 500–63 300 lbf (251–282 kN)                                   | 62 100–63 300 lbf (276–282 kN)                                   | 56 400–63 300 lbf (251–282 kN)                   | 62 100–63 300 lbf (276–282 kN)                   |